# Villa Bezzuoli
La villa Bezzuoli che si trova a Fiesole in via Fontelucente, appartenne al pittore Giuseppe Bezzuoli, (1784-1855) e poi al professor Demostene Macciò, nato a Pistoia nel 1825 e morto in questa villa il 15 febbraio 1910, come è scritto nella lapide all'ingresso degli scavi a Fiesole. Il professor Macciò riunì nella villa molte opere del Bezzuoli, del quale era stato allievo e molti ruderi di monumenti di Fiesole antica.
In questa villa abitò anche Giuseppe Giusti (1809-1850), che vi compose Il re Travicello, la Scritta matrimoniale e La canzone a Dante.
La villa conserva un busto in marmo del comico Luigi Vestri (1781-1841), scolpito da Lorenzo Bartolini (1777-1850), con epigrafe di Giuseppe Giusti.
Nel 1944 la villa Bezzuoli passò in eredità a Parri Gian Lauro alla morte del Notaio Emilio Macciò figlio di Demostene. Nel 1966  fu venduta e ristrutturata.